# Mærsk Dubai
Die Mærsk Dubai war ein  mittlerweile verschrottetes Containerschiff der taiwanischen Reederei Yang Ming Marine Transport Corp., das vor allem durch einen Zwischenfall im Jahr 1996 bekannt ist.

## Das Schiff
Das Schiff wurde 1983 auf der China Shipbuilding Corp.-Werft in Kaohsiung gebaut und fuhr seitdem für die Reederei. Bis 1996 wurde es von der dänischen Mærsk Line gechartert und fuhr unter dem Namen Mærsk Dubai, anschließend wurde es zunächst in Med Taichung umbenannt und fährt seit 2004 als YM Fortune.
Das Schiff ist mit 29.872 BRZ bzw. 10.586 NRZ vermessen. Es hat mit einer Länge von 210,0 m und einer Breite von 32,2 m Panamaxabmessungen. Der maximale Tiefgang des Schiffes beträgt 11,5 m. Es fährt unter der Flagge Liberias, Heimathafen ist Monrovia (Rufzeichen: ELYQ2, IMO-Nr. 8012671). Die Geschwindigkeit des Schiffes beträgt 21,6 kn. Die Ladekapazität wird mit 1.984 TEU angegeben.
Zum Zeitpunkt des Vorfalls bestand die Besatzung aus ausschließlich taiwanischen Schiffsoffizieren und mehrheitlich philippinischen Besatzungsmitgliedern.

## Der Vorfall
In der ersten Jahreshälfte 1996 verkehrte das Schiff zwischen dem spanischen Mittelmeerhafen Algeciras und dem kanadischen Halifax.
Nach der Abfahrt von Algeciras im März entdeckte die Besatzung zwei blinde Passagiere aus Rumänien namens Radu Danciu und Petr Sangeorzan. Am 12. März gab der Kapitän des Schiffs, der damals 34 Jahre alte Cheng Shiou, den Befehl, die beiden Mitfahrer über Bord zu werfen. Zu diesem Zeitpunkt, so gab die Besatzung an, befand sich das Schiff 70 km westlich von Gibraltar auf dem Atlantik. Nach Bitte eines Maschinisten wurden die Rumänen noch mit einem provisorischen Floß ausgestattet, nach Vonbordlassen jedoch nie wieder gesehen. Es gibt Vermutungen, das Floß könnte in die Schiffsschraube gesaugt worden sein. Der Besatzung wurde Stillschweigen befohlen, nach ihren Aussagen seien auch Bestechungsgelder gezahlt worden.
Am 17. Mai des Jahres fuhr das Schiff erneut von Algeciras ab. Zuvor hatten einige Besatzungsmitglieder ein Schreiben an einen Seemannspfarrer in Houston (Texas) abgeschickt, in welchem sie über die Vorgänge an Bord berichtet hatten. Außerdem war das Schiff vor der Abfahrt akribisch nach blinden Passagieren durchsucht worden, wobei zwei Rumänen gefunden und an die Hafenpolizei übergeben wurden. Am 18. Mai wurde nach Angaben des Bootsmannes Roberto Rudolfo ein weiterer blinder Passagier namens Gheorghe Mihoc in einem der Container gefunden. Der 18 Jahre alte Mihoc wurde von Offizieren und dem Kapitän mit einem Messer bedroht und über die Reling geworfen. Wenige Stunden später entdeckten Matrosen einen vierten Rumänen, welcher Nicolae Pasca hieß. Die Mannschaft des Schiffes entschied, ihn bis zur Ankunft in Halifax vor den Offizieren zu verstecken.

## Aufdeckung und Ermittlung
Am 24. Mai lief die Mærsk Dubai in Halifax ein. Die vier Besatzungsmitglieder Roberto Rudolfo, Jay Ilagan, Ariel Broas und Esmeraldo Esteban gingen von Bord und wandten sich an Polizei und Journalisten, um gegen die Offiziere auszusagen. Für die Zeit der Ermittlungen blieben sie in Kanada. Die Familien der Besatzungsmitglieder auf den Philippinen berichteten von Repressalien von Seiten der Reederei.
Die Mærsk Dubai wurde infolge der Aussagen der Besatzung am 28. Mai von der Royal Canadian Mounted Police (RCMP) gestürmt und zehn Monate lang in Halifax festgehalten. Nachdem die Besatzungsmitglieder den Kapitän des Mordes bezichtigt hatten, begann in Kanada ein Gerichtsverfahren. Eine Untersuchung im Rahmen des Gerichtsverfahrens stellte für den angegebenen Ort und den Zeitraum des Aussetzens eine Wassertemperatur von 16 °C und Windstärke 6 fest. Außerdem stellte man fest, dass sich das Schiff noch weiter vom Festland befand als ursprünglich angegeben, nämlich ca. 54 sm (ca. 100 km) von Spanien und 79 sm (ca. 146 km) von Marokko entfernt. Experten sagten aus, dass die Schiffbrüchigen unter diesen Umständen keine Überlebenschancen gehabt hätten.
Die taiwanische Regierung beanspruchte eine Einstellung des Verfahrens, da sich der Vorfall auf internationalen Gewässern ereignet habe. Darüber hinaus soll das taiwanische Außenministerium angeblich Gelder an die Reederei gezahlt haben, um dem Kapitän Anwälte zur Verteidigung zur Seite zu stellen. Kapitän Sheng Chiou sagte im Verfahren aus, die blinden Passagiere eine Meile vor der marokkanischen Küste ausgesetzt zu haben. Außerdem seien die Leichen nie gefunden worden. Die Anwälte Warren Zimmer und Jason G. Lin stützten die Angaben des Kapitäns. Umgekehrt stellten sie die Aussagen der Filipinos als Lügen dar und unterstellen diesen die Mitschuld an der Tat, auch wenn diese Unterstellung als Eingeständnis der zuvor bestrittenen Tat aufgefasst werden kann. Darüber hinaus stellten sie die Behauptung auf, die Besatzung wolle durch ihre Anschuldigungen lediglich Asyl in Kanada erhalten.
Das Gericht kam unter Berufung auf die Artikel 92 und 97 des UN-Seerechtsübereinkommens schließlich zu dem Schluss, dass die kanadischen Behörden nicht für den Fall zuständig seien. Eine Forderung der rumänischen Regierung, die Angeklagten nach Rumänien auszuliefern, scheiterte daran, dass ein Auslieferungsabkommen zwischen beiden Staaten nur für Verbrechen bestand, die in einem der beiden Länder begangen wurden. Während des Prozesses setzte sich Nicolae Pasca in die USA ab, nachdem er als Zeuge ausgesagt hatte, und lebt heute in Chicago. Die insgesamt drei anderen blinden Passagiere, die über Bord gegangen waren, wurden nie wieder gesehen und später von Rumänien offiziell für tot erklärt.
Den philippinischen Seeleuten wurde Asyl gewährt, nach Ende des Prozesses wurden sie in ein Obdachlosenheim übergeben. Erst nach Jahren konnten ihre Familien von den Philippinen zuwandern. Die Seeleute haben mittlerweile Arbeit in Kanada gefunden. Drei von ihnen arbeiten bei der kanadischen Küstenwache, einer in einem Hotel.
In Taiwan wurde der Prozess gegen den Kapitän weitergeführt. Der Prozess endete erst 2003 mit dem Freispruch von Sheng Chiou. Nach Ansicht des Gerichts in Taipeh konnten keine Beweise für eine Schuld des Kapitäns erbracht werden. Sheng Chiou wurde danach degradiert und einer Büroarbeit bei der Reederei zugeführt.

## Sonstiges
Die Band Savatage veröffentlichte 1997 das Konzeptalbum „The Wake of Magellan“, das sich auf den Vorfall bezieht. Die fiktive Geschichte handelt von einem Nachfahren von Fernão de Magalhães, der in einem Ruderboot eigentlich Selbstmord begehen will, aber dann einen der schiffbrüchigen blinden Passagiere rettet. Im Booklet der CD ist eine Zeitungsmeldung über den Vorfall abgedruckt.
2004 wurde das Ereignis Inhalt des Romans „The Stowaway“ von Robert Hough (ISBN 1559707801).